# Ростовский 2-й гренадерский полк

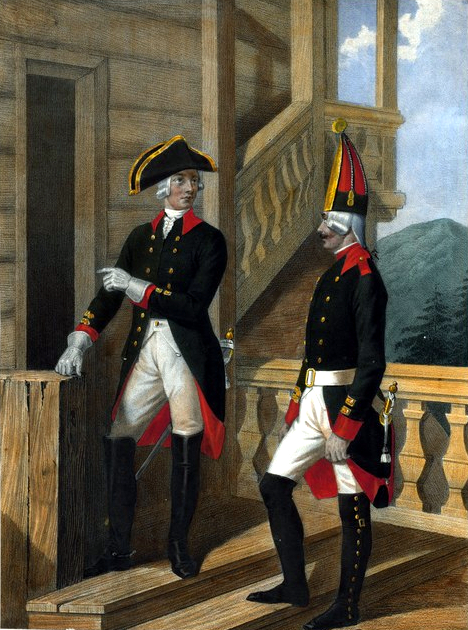
Штаб-офицер и Гренадер Ростовского Мушкетерского полка. 1797-1801 гг.

2-й гренадерский Ростовский Его Императорского Высочества великого князя Михаила Александровича полк — пехотная воинская часть Русской императорской армии.
- Старшинство — 25 июня 1700 г.
- Полковой праздник — День Св. Троицы.

## Места дислокации
- 1771- г. Рига. Входил в Лифляндскую дивизию[2].
- г. Москва, Садовая-Спасская ул., Спасские казармы.

## История
- 25 июня 1700 — Сформирован как солдатский пехотный полк Кашпара Гулица (в составе 9 фузилерных и 1 гренадерской рот) в ходе набора князем А. И. Репниным солдат для своей дивизии.
- 1700—1721 — Участвовал в Северной войне:
  - Август-октябрь 1702 — Участвовал в осаде и штурме крепости Нотебург. 100 фузелеров и 100 гренадер под командованием капитана Мякинина были включены в отряд полковника Якова Гордона. После выхода из строя полковника и майора Мякинин возглавил штурмовую колонну, однако первый приступ не удался. Солдаты полка участвовали и в дальнейших попытках штурма, за что 150 человек рядовых были представлены к награде.
  - 25 апреля — 1 мая 1703 — Участвовал в осаде и взятии крепости Ниеншанц, потеряв 12 нижних чинов. Солдаты полка участвовали в абордажном бою со шведскими судами «Гедан» и «Астрель».
  - 12 октября 1704 — Пехотный Чамберса полк (2 батальона по 4 фузилерных и 1 гренадерской роте в каждом).
  - 10 марта 1708 — Ростовский пехотный полк.
  - 1708 — Гренадерская рота отделена на формирование гренадерского Буша полка.
  - 3 июля 1708 — Отличился во время Головчинской конфузии. Прапорщики Измайлов, Аршанников, Жоголев, Лебедев, Чемесов, Запалимский и Пушкин спасли знамёна полка.
  - 29-30 августа 1708 — Участвовал в сражении у села Доброго, в котором отряд М. М. Голицына разбил шведский отряд под командованием генерала Рооса.
  - 27 июня 1709 — Участвовал в Полтавской битве. Большую часть сражения провел в резерве, однако в ключевой момент полк под командованием полковника И. М. Головина и присоединённый к нему батальон гренадер поддержал атаку русских войск на шведскую колонну генерала Рооса. В сражении полк потерял 102 человека.
  - Октябрь 1709 — весна 1710 — В составе дивизии С. Ренцеля участвовал в осаде Риги. Весной 1710 поручик Аршанников совершил подвиг, взяв на абордаж с лодок неприятельский 34-пушечный корабль, за что был произведен в капитаны с переводом в Новгородский полк.
  - 14 августа 1710 — Сыграл решающую роль в принуждении к сдаче гарнизона Пернау.
  - 17 июля 1711 — Переведен в дивизию Репнина вместо Шлиссельбурского полка
  - 1712 — В составе дивизии выступил на помощь полякам и датчанам.
  - Начало 1713 — Участвовал в сражении у Фридрихштадта в первой линии центра.
  - Лето 1713 — Участвовал в осаде Штеттина.
  - 1714 — Участвовал в морской кампании в составе галерного флота под командованием адмирала Апраксина. В походе участвовало 417 человек из 1-го батальона Ростовского полка, 6-я рота участвовала 27 июля в Гангутском сражении. Майор Ярославцев командовал одной из галер.
  - 25 марта 1715 — Участвовал в морской кампании.
  - 21 июля 1716 — Часть полка посажены на суда отряда капитан-командора Сиверса
  - 1717 — Полк без 5-й и 8-й рот размещался на судах, крейсировавших в районе острова Готланд.
  - 1718 — Выделил 416 человек в морскую пехоту. 1-я, 2-я, 3-я и 7-я роты участвовали в сооружении Ревельской гавани.
  - 1719 — 3-я рота ходила на кораблях до острова Эланд, а 2-я рота под командованием поручика флота Головина на фрегате направилась в море в связи с известием о появлении на Балтийском море английской эскадры адмирала Нориса.
  - 1720 — 5-я рота поручика Крюкова участвовала в морском крейсировании.
- 10 мая 1725 — Из гренадерского Алларта полка отделена гренадерская рота для передачи её в Ростовский полк, а взамен отдана фузилерная рота.
- 13 февраля 1727 — По случаю предполагаемого квартирования в Московской провинции назван 7-м Московским полком.
- 6 ноября 1727 — Ростовский пехотный полк.
- 27 января 1747 — Переформирован в 3 фузилерных батальона в составе 4 фузилерных и одной гренадерской рот каждый.
- 30 марта 1756 — 3-я гренадерская рота отделена на формирование 4-го гренадерского полка.
- 1 августа 1759 — Отличился в сражении при Кунерсдорфе.
- 13 марта 1762 — Переформирован в два батальона из 1 гренадерской и 5 мушкетерских рот каждый.
- 25 апреля 1762 — Пехотный генерал-майора Храповицкого полк.
- 13 октября 1765 — При полку сформирована егерская команда из 60 человек.
- 1768—1774 — Участвовал в русско-турецкой войне.
- 26 мая 1777 — Егерская команда отчислена на сформирование егерского батальона.
- 1787—1791 — Участвовал в русско-турецкой войне.
- 25 мая 1790 — Отделена рота на сформирование Фанагорийского гренадерского полка.
- 1795 — Мушкетерский генерал-лейтенанта Римского-Корсакова полк.
- 29 ноября 1796 — Ростовский мушкетерский полк.
- 31 октября 1798 — Мушкетерский генерал-лейтенанта Римского-Корсакова полк.
- 24 октября 1799 — Мушкетерский генерал-майора Повало-Швейковского 2-го полк.
- 26 октября 1799 — Мушкетерский генерал-майора Колокольцева полк.
- 15 января 1800 — Мушкетерский генерал-майора Стеллиха полк.
- 2 апреля 1800 — Мушкетерский генерал-майора Буллова полк.
- 10 августа 1800 — Мушкетерский генерал-майора Мицкого полк.
- 31 марта 1801 — Ростовский мушкетерский полк.
- 16 мая 1803 — Отделена рота на сформирование Волынского мушкетерского полка.
- 1806—1807 — Участвовал в русско-французской войне (при Чарнове, Пултуске, Прейсиш-Эйлау, Гуттштадте, Гейльсберге, Фридланде).
- 30 августа 1808 — Мушкетерский графа Аракчеева полк. Для своей усадьбы Грузино генерал от артиллерии граф Аракчеев А. А. заказал Тома де Томону памятник офицерам гренадерского полка, павшим в 1812-14 гг.
- 27 января 1811 — Гренадерский графа Аракчеева полк.
- 22 февраля 1811 — Переформирован в 3 батальона по 1 гренадерской и 3 мушкетерских рот в каждом.
- 1812 — Участвовал в Отечественной войне
  - Запасной батальон в составе отряда генерала А. Ю. Гамена участвовал в отражении штурма тет-де-пона Динабургской крепости, затем поступил в корпус генерала П.X. Витгенштейна, участвовал в делах при Боярщине и Годовщине, в сражениях при Полоцке, в боях при Чашниках и Борисове, затем в блокаде Магдебурга.
  - Гренадерская рота 2-го батальона в составе 1-й сводно-гренадерской бригады 5-го пехотного корпуса 1-й Западной армии, участвовала в Бородинском сражении и была присоединена к полку в Тарутинском лагере.
  - Полк сражался при Валутиной Горе (потерял 17 нижних чинов убитыми, 356 ранеными и 126 пропавшими без вести).
  - 26 августа — При Бородине потери полка составили 9 человек убитыми, 211 ранеными и 46 пропавшими без вести.
  - Полк сражался при Малоярославце и Красном.
- 1813—1814 — Заграничные походы:
  - 1813 — Участвовал в сражении при Лютцене, где к нему присоединился запасной батальон, в бою у Кенигсварты и в битве при Бауцене.
  - Август 1813 — В составе своей дивизии находился в 3-м гренадерском корпусе российско-прусского резерва Богемской армии и участвовал в сражениях при Дрездене, Лейпциге.
  - 17 августа 1813 — Участвовал в сражении при Кульме.
  - 1814 — Участвовал в сражениях при Бриенн-ле-Шато, Монмирайе, Арси-сюр-Об и Париже.
- 5 августа 1816 — Назначен на военное поселение в Высоцкую волость Новгородской губернии.
- 28 января 1833 — Присоединены 2-й действующий и половина резервного батальона Луцкого гренадерского полка, в результате чего полк состоял из четырех батальонов, при этом 3-й батальон был создан из 2-го батальона Луцкого гренадерского полка, 4-й батальон из 3-го батальона и резервного батальона Луцкого гренадерского полка.
- 28 апреля 1834 — Ростовский гренадерский полк.
- 1835 — Гренадерский принца Фридриха Нидерландского полк.
- 20 января 1842 — 4-й батальон расформирован.
- 25 января 1842 — Сформированы 4-й резервный и 5-й запасной батальоны
- 22 марта 1853 — Сформирован 6-й запасной батальон.
- 23 ноября 1854 — Сформированы 7-й и 8-й запасные батальоны, 4-й батальон стал действующим, 5-й и 6-й батальоны резервными.
- 27 октября 1856 — полк переформирован в 3 батальона с 3 стрелковыми ротами в каждом, 4-8 батальоны расформированы.
- 19 марта 1857 — Ростовский гренадерский Принца Фридриха Нидерландского полк.
- 15 марта 1864 — 2-й гренадерский Ростовский принца Фридриха Нидерландского полк.
- 1877—1878 — Участвовал в русско-турецкой войне.
- 12 сентября 1881 — 2-й гренадерский Ростовский полк.
- 11 апреля 1903 — 2-й гренадерский Ростовский Его Императорского Высочества Государя Наследника Михаила Александровича полк.
- 30 июля 1904 — 2-й гренадерский Ростовский Его Императорского Высочества великого князя Михаила Александровича полк.
- 2-4 декабря 1905 — антиправительственное выступление солдат полка, которое мирно закончилось через два дня, но стало прелюдией декабрьского вооруженного восстания в Москве.
- 1914—1917 — Участвовал в Первой мировой войне. Сражался на Висле[3]. Отличился в Барановичской операции 1916 г[4].
- 22 марта 1917 — Снято шефство.
- 4 апреля 1917 — 2-й гренадерский Ростовский полк.
- 1918 — Упразднён.

## Шефы полка
- 03.12.1796 — 17.09.1798 — генерал-лейтенант Хрущёв, Алексей Иванович
- 17.09.1798 — 24.10.1799 — генерал-лейтенант Римский-Корсаков, Александр Михайлович
- 24.10.1799 — 26.10.1799 — генерал-майор Повало-Швейковский, Пётр Захарович
- 26.10.1799 — 15.01.1800 — генерал-майор Колокольцев, Григорий Аполлонович
- 15.01.1800 — 02.04.1800 — генерал-майор Стеллих, Пётр
- 02.04.1800 — 10.08.1800 — генерал-майор фон Буссов, Егор Семёнович
- 10.08.1800 — 23.06.1811 — генерал-майор Мицкий, Иван Григорьевич
- 08.06.1835 — 12.09.1881 — принц Фридрих Нидерландский
- 11.04.1903 — 22.03.1917 — великий князь Михаил Александрович

## Командиры полка
- 1764 — 17?? — полковник Ушаков Александр
- 1770 — Бальмен, Антон Богданович
- хх.хх.хххх — 04.10.1797 — полковник Миллер, Фёдор Иванович
- 08.08.1798 — 02.11.1798 — полковник Шеншин, Фёдор Матвеевич
- 30.12.1798 — 09.01.1800 — полковник барон Дрексель, Казимир-Густав Карлович
- 31.03.1800 — 17.09.1800 — полковник Тауберт, Фёдор Иванович
- 20.10.1800 — 09.08.1802 — полковник Цеге фон Мантейфель, Николай Григорьевич
- 09.08.1802 — 12.02.1804 — полковник Тауберт, Фёдор Иванович
- 30.01.1805 — 09.12.1807 — подполковник (с 23.04.1806 полковник) Попов, Иван Никитич
- 11.12.1807 — 24.08.1809 — полковник Ребиндер
- 12.12.1809 — 16.11.1817 — подполковник (с 07.11.1811 полковник, с 15.09.1813 генерал-майор) Княжнин, Борис Яковлевич
- 16.11.1817 — 12.09.1820 — полковник (с 19.03.1820 генерал-майор) Петров, Иван Матвеевич
- 12.09.1820 — 25.03.1828 — полковник фон Фрикен, Фёдор Карлович
- 25.03.1828 — 14.02.1833 — полковник Тютрюмов, Семён Васильевич
- 14.02.1833 — 06.01.1846 — подполковник (с 21.09.1834 полковник, с 25.06.1845 генерал-майор) Мерказин, Дмитрий Алексеевич
- 06.01.1846 — 09.03.1852 — полковник фон Ридигер, Филипп Филиппович
- 09.03.1852 — 22.10.1857 — полковник Мясоедов, Пётр Никанорович
- 22.10.1857 — 27.02.1858 — полковник Рылеев, Иван Михайлович
- 27.02.1858 — хх.хх.1866 — полковник Коптев, Нил Петрович
- хх.хх.1866 — хх.хх.1866 — полковник Казнаков, Геннадий Геннадьевич
- хх.хх.1866 — хх.хх.1868 — флигель-адъютант полковник граф Олсуфьев, Адам Васильевич
- хх.хх.1868 — 06.09.1875 — полковник Толмачев, Владимир Афанасьевич
- 06.09.1875 — 03.11.1877 — полковник Анчутин, Пётр Николаевич[5]
- 05.12.1877 — 20.03.1887 — полковник Черемисинов, Николай Владимирович[6]
- 26.03.1887 — 30.03.1894 — полковник Худяков, Владимир Корнеевич
- 04.04.1894 — 10.08.1896 — полковник Ларионов, Николай Иванович
- 14.08.1896 — 14.02.1901 — полковник Коршунов, Николай Васильевич
- 18.04.1901 — 01.06.1904 — полковник Болотов, Владимир Васильевич
- 01.06.1904 — 30.09.1906 — полковник Симанский, Пантелеймон Николаевич
- 30.09.1906 — 14.01.1914 — полковник Хартулари, Михаил Викторович
- 23.01.1914 — 16.11.1914[7] — полковник Госсе, Пётр Людвигович
- 16.11.1914[7] — 20.01.1916 — полковник Дядюша, Сергей Иванович
- 27.01.1916 — 28.04.1917 — полковник Вержболович, Андрей Андреевич
- 28.04.1917 — 11.05.1917 — полковник Золотилов, Сергей Михайлович
- 11.05.1917 — хх.хх.хххх — полковник Иванов, Александр Александрович

## Боевые отличия
- Георгиевское полковое знамя с надписями «За отличие при поражении и изгнании неприятеля из пределов России 1812 г. и за сражение 20 сентября 1877 г. при Хаджи-Вали» и «1700—1850» и александровской юбилейной лентой
- Знаки на шапки за подвиги в 1812—1813 гг.
- 2 георгиевские трубы с надписью: «За сражение на Аладжинских высотах 3 октября 1877 г.».

## Полковой знак
Утверждён 27 марта 1908 года.
Золотой венок, увенчанный Императорской короной, на низ которого наложена серебряная граната с золотой литерой «С». Фон знака выпуклый, покрыт прозрачной голубой эмалью, на ней соединенные золотые вензеля Императоров Петра I и Николая II.

## Известные люди, служившие в полку
- Алексеев, Михаил Васильевич — генерал от инфантерии, создатель и первый командующий Добровольческой армии
- Аралов, Семён Иванович — советский военный и государственный деятель, революционер, первый руководитель Регистрационного управления полевого штаба Рабоче-Крестьянской Красной Армии (РУПШКА), родоначальника ГРУ
- Гильденшольд, Христиан Петрович (?—1807) — действительный статский советник, Кавказский гражданский губернатор
- Глазов, Владимир Гаврилович — генерал от инфантерии, начальник Николаевской академии Генерального штаба, министр народного просвещения
- Юзефович, Павел Львович (1783—1818) — полковник, Санкт-Петербургский полицмейстер.